# Pod Ostrą Górą (Gotkowice)
Pod Ostrą Górą – część wsi Gotkowice w Polsce położona w województwie małopolskim, w powiecie krakowskim, w gminie Jerzmanowice-Przeginia.
W latach 1975–1998 Pod Ostrą Góra administracyjnie należało do województwa krakowskiego.